# Johann Baptist Adolph
Johann Baptist Adolph (* 25. März 1657 in Liegnitz, Schlesien; † 14. September 1708 in Wien) war ein Jesuit und Bühnendichter des Wiener Jesuitentheaters (Ordensdrama). Er verfasste religiöse Schau- und Lustspiele (5 Bände, handschriftlich). 